# Juraj Badelj
Juraj Badelj (Zagabria, 24 agosto 2003) è un calciatore croato, difensore dell'U Craiova.

## Carriera

### Club
Il 26 gennaio 2023 viene acquistato a titolo definitivo per 200.000 euro dalla squadra rumena dell'U Craiova.

## Statistiche

### Presenze e reti nei club
Statistiche aggiornate al 26 aprile 2025.
| Stagione        | Squadra         | Campionato      | Campionato | Campionato | Coppe nazionali | Coppe nazionali | Coppe nazionali | Coppe continentali | Coppe continentali | Coppe continentali | Altre coppe | Altre coppe | Altre coppe | Totale | Totale |
| Stagione        | Squadra         | Comp            | Pres       | Reti       | Comp            | Pres            | Reti            | Comp               | Pres               | Reti               | Comp        | Pres        | Reti        | Pres   | Reti   |
| --------------- | --------------- | --------------- | ---------- | ---------- | --------------- | --------------- | --------------- | ------------------ | ------------------ | ------------------ | ----------- | ----------- | ----------- | ------ | ------ |
| gen.-giu. 2023  | U Craiova       | L1              | 7          | 0          | CR              | 0               | 0               | -                  | -                  | -                  | -           | -           | -           | 7      | 0      |
| 2023-2024       | U Craiova       | L1              | 15         | 0          | CR              | 2               | 0               | -                  | -                  | -                  | -           | -           | -           | 17     | 0      |
| 2024-2025       | U Craiova       | L1              | 22         | 0          | CR              | 1               | 0               | UECL               | 1                  | 0                  | -           | -           | -           | 24     | 0      |
| 2025-2026       | U Craiova       | L1              | -          | -          | CR              | -               | -               | UECL               | -                  | -                  | -           | -           | -           | -      | -      |
| Totale carriera | Totale carriera | Totale carriera | 44         | 0          |                 | 3               | 0               |                    | 1                  | 0                  |             | -           | -           | 48     | 0      |